# تابش اپسیلون
تابش اپسیلون (به انگلیسی: Epsilon radiation) سومین قسم تابشی ناشی از تشعشعات ثانویه است (به عنوان مثال، اشعه دلتا). فرم اشعه اپسیلون به صورت تابش ذرات متشکل از الکترون‌ها است. این اصطلاح توسط جوزف جان تامسون ابداع شد، اما امروزه به ندرت استفاده می‌شود.